# Manuel Carrera y Colina
Manuel Cayetano de Carrerá y de la Colina fue un militar criollo que combatió por el ejército realista durante la Guerra de Independencia de Venezuela.
Nació hacia 1780. Era hijo del matrimonio entre Manuel Carrerá, natural de la Alegría de Oria, en Guipúzcoa, que pasó a la ciudad de Coro para ser funcionario del Estado; e Isabel de la Colina y Rosillo, natural de Coro e hija de Diego José de la Colina y Sangróniz, regidor y alcalde ordinario, y Teresa Rosillo y Osuna. Por este origen era un mantuano. En 1816 se casó con la mujer Juana Heredia Pimentel y Mieses Guridi, nacida en 1782 e hija del capitán del Ejército y regidor del Ayuntamiento de Santo Domingo, Manuel de Heredia y Pimentel, y María Francisca Mieses Ponce de León y Guridi.
Sus hijos fueron Rafael Antonio, nacido en Coro el 20 de julio de 1816. Fue capitán de la Guardia de la Reina, ingeniero de la Universidad Central de Madrid y director general de los ferrocarriles de Cárdenas a Júcaro. Se casó con la gaditana María del Carmen Sterling Brickdale. Manuel José, también coriano, teniente del regimiento de Infantería de Línea de Galicia. Se casó con la habanera Josefa de la Barrera y Escalas del Castillo, hija del doctor ferrolano José María de la Barrera y Adrán, médico cirujano de la Real Armada, y de la habanera María Concepción Escalas del Castillo y Pérez. Murió en Matanzas el 31 de mayo de 1850. Y Rafael R. (1818-1896).
Durante la campaña de Occidente dirigió en rango de coronel la resistencia en su provincia natal entre 1821 y 1823 gracias a una hábil táctica guerrillera. Asumió el mando después que el coronel Pedro Luis Inchauspe Jadacaquiva, recuperó la disciplina, las armas, milicias e iniciativa militar y consiguió financiamiento. Además, organizó la columna volante de Fieles Corianos y el batallón Ligero de Leales Corianos. Respecto de la columna volante, compuesta de cuatro compañías de infantería y una de caballería, 370 plazas, fue vencida el 9 de mayo de 1821, cuando el general Rafael Urdaneta sorprende a sus avanzadillas en Camanigure y Matícora, persiguiéndola hasta llegar a Coro. El hecho que sufriera constantes deserciones indica que la popularidad de la causa real empezaba a decaer en la región. Sobre el batallón Leales, el capitán Ángel Laborde escribió un informe en que se refiere a las fuerzas realistas en Coro en marzo de 1822, en que afirma que la unidad tenía entre 600 a 700 efectivos, el batallón Casicure 500, el escuadrón Dragones de Coro 200 y las guerrillas locales repartidas por la provincia 500 a 600 irregulares, además de las unidades originarias de otras partes del Imperio español.
Fue un líder militar y civil profundamente convencido de lo justa de su causa. En un caso muy similar al que se vive con Agustín Agualongo en San Juan de Pasto, su figura ha sido oculta y rechazada por intelectuales, políticos y gentes de otras tierras al representar la poco comprendida fidelidad realista de sus comarcas.
Durante el último asedio de Puerto Cabello, las fuerzas de José Antonio Páez rebasaron las defensas y forzaron al brigadier Sebastián de la Calzada a capitular, pero el coronel Carrera logró resistir dos días más en el castillo San Felipe, hasta el 10 de noviembre de 1823, momento en que se fija el final de la guerra de emancipación venezolana. Fue herido durante este enfrentamiento. Llegada la paz, se marchó a la Capitanía General de Cuba específicamente La Habana. Ahí formaría una amplia familia con su esposa. Al parecer, según el Diario de avisos de Madrid, se puede inferir que en 1831 había fallecido él o su padre.